# رومان أمويان
رومان أمويان من مواليد 3 أيلول 1983 هو مصارع أرمني متقاعد من أصل كردي، متخصص في المصارعة اليونانية الرومانية. حقق خلال مسيرته العديد من الإنجازات، أبرزها:
- الحصول على الميدالية البرونزية الأولمبية.
- الفوز بثلاث ميداليات في بطولة العالم.
- التتويج ببطولة أوروبا مرتين.

وفي عام 2009، مُنح أمويان لقب أستاذ الرياضة الفخري في أرمينيا.

## حياته
وُلِد رومان في يريفان، بجمهورية أرمينيا السوفيتية الاشتراكية، لأسرة كردية إيزيدية. بدأ ممارسة المصارعة عام 1995،وهو عم المصارع مالكاس أمويان.
وأصبح:
- بطل العالم للناشئين في عام 2001.
- بطل أوروبا للناشئين في عام 2002.

## الحياة المهنية
فاز رومان أمويان بالميدالية البرونزية في دورة الألعاب الأولمبية الصيفية 2008 في بكين في مسابقة المصارعة اليونانية الرومانية لوزن 55 كجم. وقد كان أمويان أول أرميني يحصل على ميدالية أولمبية في المصارعة منذ 16 عامًا.
إضافة إلى ذلك، فاز بالميدالية البرونزية في بطولة العالم للمصارعة 2009، وكذلك بالميدالية الفضية في بطولة العالم 2010. كما أحرز الميدالية الذهبية في بطولة أوروبا 2006، إضافة إلى ثلاث ميداليات فضية في أعوام 2003 و2005 و2008 في بطولة أوروبا للمصارعة.
كان أمويان عضوًا في فريق المصارعة اليونانية الرومانية الأرمني في كأس العالم للمصارعة 2010. وقد حصل الفريق الأرمني على المركز الثالث، بينما فاز أمويان شخصيًا بالميدالية الذهبية في البطولة.
في عام 2011، تم التصويت لأمويان كـ الرياضي الأرمني للعام. على الرغم من تعرضه إصابة خطيرة في الرأس في بداية بطولة أوروبا 2011، إلا أنه واصل القتال بشجاعة، وهو يرتدي ضمادة دموية على رأسه طوال البطولة. واستمر أمويان في مسيرته ليحقق بطولة أوروبا مرتين رغم تلك الإصابة.
أما في دورة الألعاب الأولمبية الصيفية 2012، فشل أمويان في التأهل. ولكن في بطولة العالم 2013، فاز بالميدالية البرونزية، كما أحرز ميدالية فضية أخرى في بطولة أوروبا 2016.

## الحياة الشخصية
أمويان متزوج من طبيبة، ولديهما ابنة.

## الروابط الخارجية
- Sports-Reference.com